# 傑米·馬塔
傑米·馬塔（1982年12月17日—）是一名阿魯巴男子柔道運動員，曾代表國家參加2012年倫敦奧運的66公斤級柔道比賽，並未獲得獎牌。